# (5306) Fangfen
(5306) Fangfen es un asteroide perteneciente al cinturón de asteroides, descubierto el 25 de enero de 1980 por el equipo del Observatorio del Harvard College desde la Estación George R. Agassiz, Estados Unidos.

## Designación y nombre
Designado provisionalmente como 1980 BB. Fue nombrado Fangfen en homenaje a Fang Fen, esposa del astrónomo C. Y. Shao, uno de los observadores de Agassiz.

## Características orbitales
Fangfen está situado a una distancia media del Sol de 2,856 ua, pudiendo alejarse hasta 3,060 ua y acercarse hasta 2,652 ua. Su excentricidad es 0,071 y la inclinación orbital 3,131 grados. Emplea 1763,10 días en completar una órbita alrededor del Sol.

## Características físicas
La magnitud absoluta de Fangfen es 12,6. Tiene 8 km de diámetro y su albedo se estima en 0,279.